# Guerra de la Còlera
La Guerra de la Còlera, també anomenada la Gran Batalla. En l'univers fictici de la Terra Mitjana de J.R.R. Tolkien, va ser el darrer enfrontament contra Mórgoth al final de la Primera Edat. És narrada a la part final del Quenta Silmaríl·lion.
Després de les cinc batalles de Beleríand en què els elfs i els homes s'havien enfrontat al Senyor Fosc, i atenent a les demandes d'Eärèndil el mariner els vàlar es van decidir a socórrer els fills de l'Ilúvatar.
La batalla va acabar amb la derrota i empresonament de Mórgoth i la destrucció de les seves forces. El continent de Beleríand sobre el que va tenir lloc l'enfrontament va patir un gran cataclisme i va quedar submergit sota les aigües.

## Versió publicada a El Silmaríl·lion
Cinc segles després de la sortida del Sol, i disputades les cinc batalles de Beleríand, Mórgoth havia derrotat a tots els seus rivals i governava sense oposició a la Terra Mitjana. El mariner Eärèndil, d'ascendencia èlfica i humana alhora, va navegar fins a Vàlinor per demanar perdó als vàlar per a les dues races.
Els Vàlar es van commoure per la súplica d'Eärèndil i van preparar un gran exèrcit. Van reclutar els vànyar i els nóldor que quedaven a Aman i els enviaren a lluitar la Terra Mitjana. Els teleri van rebutjar participar en la guerra pels greujes de la matança d'Alqualondë, però a petició d'Èlwing (parenta seva) van traslladar l'exèrcit amb els seus vaixells fins a la costa de Beleríand.
Les Tres Cases dels Homes, els edain, van unir-se a la host dels Vàlar, mentre que la majoria dels homes orientalencs van aliar-se amb Mórgoth.
L'exèrcit dels Vàlar, capitanejat per Eönwë (l'herald de Manwë) va derrotar els exèrcits d'orcs de Mórgoth i va destruir la major part dels bàlrogs. Els orientalencs que no van ser eliminats fugiren cap a l'est.
Després la batalla es va desplaçar cap al nord fins a la fortalesa d'Àngband. Allà Mórgoth va desfermar les seves últimes forces: l'estol de dracs alats que mai havien sortit a la llum. La host dels vàlar retrocedí, però Eärèndil arribà volant amb el seu vaixell Vingilot, acompanyat de les àguiles de Thoròndor, i s'enfrontaren als dracs. Eärèndil va derrotar el més poderós dels dracs, Ancàlagon el Negre, que en caure va enderrocar les torres de Thangoròdrim.
Mórgoth va ser capturat i encadenat altre cop amb Angainor. La seva corona de ferro va ser destruïda i Eönwë recuperà els dos Silmarils. Els Vàlar el van empresonar al Buit.